# Никола Велков
Никола Велков (роден на 22 февруари 1955) е български футболист, полузащитник, а впоследствие треньор по футбол. По време на състезателната си кариера играе за Хасково, Етър (Велико Търново), ЦСКА (София), гръцкия ПАС Янина и Локомотив (Горна Оряховица).

## Биография
Родом от Харманли, Велков започва футболната си кариера в Хасково. През 1975 г. преминава в Етър (Велико Търново). С „виолетовите“ дебютира в А група през сезон 1979/80, когато изиграва 21 мача и бележи 5 гола.
През лятото на 1980 г. е привлечен в ЦСКА (София). С „армейците“ става двукратен шампион на България през 1980/81 и 1981/82. Част от отбора, който достига до полуфинал в Купата на европейските шампиони през 1982. Общо за два сезона изиграва 65 мача и бележи 6 гола – 47 мача с 5 гола в А група, 5 мача с 1 гол за купата, както и 13 мача в КЕШ.
През 1982 г. отново облича екипа на Етър и играе за клуба още четири сезона в елита. През сезон 1986/87 е част от гръцкия ПАС Янина, след което се завръща в България и преминава в Локомотив (Горна Оряховица).
След края на състезателната си кариера Велков става треньор по футбол. През 1991 г. поема Локомотив (Горна Оряховица) и е начело на отбора в продължение на 2 години, след което се завръща на поста и през 1994 г. Бил е също наставник на Етър и Етър 1924. Работил е като треньор на подрастващи в Гърция. Между 2013 г. и 2020 г. е директор на детско-юношеската школа на Етър.

## Успехи
ЦСКА (София)
- А група –  Шампион (2): 1980/81, 1981/82